# Gerhard Unger
Gerhard Unger (* 26. November 1916 in Salzungen; † 4. Juli 2011 in Stuttgart) war ein deutscher Opernsänger (Charaktertenor).

## Leben
Unger, geboren 1916 in Bad Salzungen, studierte in Berlin und begann seine Karriere kriegsbedingt erst 1945, zunächst als Konzert- und Oratoriensänger. 1947 debütierte er als Opernsänger in Weimar, 1949–1961 war er Mitglied der Staatsoper Unter den Linden, kurz vor Vollendung der Berliner Mauer zog er nach Stuttgart. Ab 1951 sang er bei den Bayreuther Festspielen.
Unger besaß eine jugendlich-helle Stimme, ein sonniges Timbre und sehr viel komisches Talent. Eine seiner Paraderollen war daher der "David" aus den Meistersingern von Nürnberg, die in zahlreichen Aufnahmen vorliegt: mit Herbert von Karajan (1951), Rudolf Kempe (ebenfalls 1951, sowie 1956) und Rafael Kubelík (1968). Im Alter von 52 Jahren klang der Tenor immer noch frisch und enthusiastisch. Selbst bei seiner letzten Tonträgeraufnahme (Doktor und Apotheker von Dittersdorf) zeigte seine Stimme 1981 noch kaum Verschleißerscheinungen.
Auch als Monostatos (Die Zauberflöte) sang er, unter anderem in der Aufnahme von Otto Klemperer (1963), außerdem als Pedrillo z. B. bei den Salzburger Festspielen von 1965 bis 1967.

## Theater
- 1949: Giacomo Puccini: La Bohème – Regie: Heinz Rückert (Opernhaus Leipzig)
- 1951: Richard Wagner: Die Meistersinger von Nürnberg (David) – Regie: Rudolf Hartmann (Bayreuther Festspiele)
- 1951: Albert Lortzing: Undine (Veit) – Regie: Werner Kelch (Deutsche Staatsoper im Admiralspalast Berlin)
- 1952: Ludwig van Beethoven: Fidelio (Jaquino) – Regie: Erich-Alexander Winds (Deutsche Staatsoper im Admiralspalast Berlin)
- 1953: Richard Wagner: Die Meistersinger von Nürnberg (David) – Regie: Karl-Egon Glückselig (Deutsche Staatsoper im Admiralspalast Berlin)
- 1954: Wolfgang Amadeus Mozart: Die Entführung aus dem Serail (Pedrillo) – Regie: Carl-Heinrich Kreith (Deutsche Staatsoper im Admiralspalast Berlin)
- 1954: Wolfgang Amadeus Mozart: Così fan tutte (Ferrando) – Regie: Carl-Heinrich Kreith (Deutsche Staatsoper im Admiralspalast Berlin)
- 1954: Joseph Haydn: Die Jahreszeiten – Leitung: Helmut Koch (Deutsche Staatsoper im Admiralspalast Berlin)
- 1955: Richard Wagner: Die Meistersinger von Nürnberg (David) – Regie: Max Burghardt (Deutsche Staatsoper Berlin)
- 1955: Georg Friedrich Händel: Samson – Musikalische Leitung: Karl Schmidt (Deutsche Staatsoper Berlin)
- 1955: Albert Lorzing: Der Wildschütz – Regie: Carl Riha (Komische Oper Berlin)
- 1956: Richard Wagner: Tristan und Isolde (Seemann) – Regie: Erich Witte (Deutsche Staatsoper Berlin)
- 1958: Sergej Prokofjew: Die Verlobung im Kloster (Antonio) – Regie: Erich-Alexander Winds (Deutsche Staatsoper Berlin)
- 1959: Georg Friedrich Händel: Ariodante – Regie: Heinz Rückert (Deutsche Staatsoper Berlin)
- 1960: Richard Strauss: Der Rosenkavalier (Sänger) – Regie: Erich-Alexander Winds (Deutsche Staatsoper Berlin)
- 1960: Otto Nicolai: Die lustigen Weiber von Windsor – Regie: Carl-Heinrich Kreith (Deutsche Staatsoper Berlin)
- 1971: Ludwig van Beethoven: Fidelio – Regie: Günther Rennert (Hamburgische Staatsoper)

## Ehrungen
- 1952: Kammersänger[1]